# 히혼의 수치
히혼의 수치 또는 히혼의 불가침 조약은 1982년 6월 25일, 스페인 히혼의 엘 몰리논에서 열린 1982년 FIFA 월드컵의 승부조작 경기를 일컫는 말이다. 또한 1938년 나치 독일의 오스트리아 병합에 빗대어 병합(Anschluss)이라 불리기도 한다.
경기는 알제리와 칠레가 하루 전에 경기를 치른 상태에서 열린 2조의 1차 조별 리그 최종전이었다. 다른 두 팀의 결과가 이미 나오면서, 서독의 1골이나 2골차 승리는 오스트리아와 함께 서독을 이겼던 알제리를 제치고 다음 라운드에 진출할 수 있었다. 경기 10분 후, 서독이 선제골을 득점하였다. 그 후로, 몇 차례 득점 기회가 나왔으나, 어느 쪽도 득점하지 못하였다. 이 경기의 목격자들은 두 팀이 서독이 1-0으로 승리하는 쪽으로 암묵적 합의가 성사되어, 경기 결과에 이미 만족한 것처럼 경기하였다고 주장했다.
전 대회인 1978년 FIFA 월드컵 2차 조별 리그에서는, 오스트리아가 탈락이 확정된 상황에서 서독과의 경기에 공을 들여 3-2로 이기며 코르도바의 기적을 일으켜 서독의 3위 결정전 진출을 막았다. 두 팀은 끈끈한 라이벌 관계를 지니는 것으로 보여졌다. 그러나, 1982년 경기에서는 이러한 기대에 미치지 못하였고, 목격자들은 이 두 팀의 경기력을 질책하였고, 조작된 것으로 의심되었다.
또한 앞서 1978년 대회의 코르도바의 기적이 일어난 경기와 같은 라운드에서 홈 팀이자 우승팀인 아르헨티나는 브라질과 같은 조에 편성되었고, 브라질이 몇 시간 전에 폴란드에 승리를 거둔 정보를 입수한 채 페루와의 최종전에 임하였다. 아르헨티나는 6-0으로 승리하며, 골득실 차로 브라질을 제치고 결승전에 진출하였다.
이 두 경기에서 일어난 여파로 인해, FIFA는 향후에 있을 대회의 조별 리그 일정을 손질하는데 이르렀고, 조별 리그 최종전 두 경기를 같은 시간에 진행되도록 규정을 개정하였다.

## 경기 전
- 참고: 승리 시 승점은 2점, 무승부 시 승점 1점을 획득하며, 승점 동률 시 골득실 우선으로 순위를 가른다.

| 팀         | 전 | 승 | 무 | 패 | 득 | 실 | 차 | 점 | 결과             |
| ---------- | -- | -- | -- | -- | -- | -- | -- | -- | ---------------- |
| 오스트리아 | 2  | 2  | 0  | 0  | 3  | 0  | +3 | 4  | 1경기 남음       |
| 알제리     | 3  | 2  | 0  | 1  | 5  | 5  | 0  | 4  | 미정 (경기 완료) |
| 서독       | 2  | 1  | 0  | 1  | 5  | 3  | +2 | 2  | 1경기 남음       |
| 칠레 (탈)  | 3  | 0  | 0  | 3  | 3  | 8  | −5 | 0  | 탈락             |

(탈): 탈락 확정
알제리는 1차전에서 서독에게 2-1의 충격적인 승리를 거두면서 대회를 시작하였고, 월드컵에서 유럽 팀을 이긴 첫 아프리카 팀이 되었다. 이후, 알제리는 오스트리아에게 0-2로 진 뒤, 칠레와의 최종전에서 3-2 승리를 거두었다.
알제리는 서독과 오스트리아 간의 경기 하루 전에 치름에 따라, 두 유럽팀들은 이미 다음 라운드에 진출하기 위해 필요한 경우의 수가 이미 나왔다. 서독은 오스트리아와 함께 다음 라운드에 진출하기 위해 1골 혹은 2골차의 승리가 필요했다. 서독이 4골차 이상의 승리를 거둘 경우, 서독과 알제리가 다음 라운드에 진출하고 오스트리아가 탈락하게 될 것이었다.

## 경기 요약
10분간의 파상공세 후, 서독은 호르스트 흐루베슈가 득점하는 데 성공하였다. 득점 후, 공을 잡은 팀이 자기 진영에서 상대 선수가 공 근처로 접근하면서 두 팀 간에 자주 바뀌었다. 공은 이후 골키퍼에게 후방으로 패스되었다. 고립된 롱볼이 상대 진영으로 날라갔고, 별로 큰 효과를 보지 못하였다. 이어지는 80분간 득점을 위한 시도가 서독의 볼프강 드렘러가 한 것과 같이 드물었다. 오스트리아 선수들 중 문전을 위협한 유일한 선수는 발터 샤흐너였으나, 성과를 보지 못하였다. 22명 중에 자의든 타의든 20명의 선수가 이러한 행위를 벌였고 그나마 서독의 볼프강 드렘러와 오스트리아의 발터 샤흐너 이 두 선수만 어떻게든 진검승부를 하고 싶어했으나 뜻대로 되지 않았다.
이 경기력은 모든 시청자들과 관중의 비판을 받았다. 서독 ARD의 해설가 에베르하르트 슈타녜크는 한때 경기 해설하기를 거부하기도 하였다. 오스트리아의 로베르트 제거 해설가는 경기력에 한탄하며 텔레비전 세트를 끄기를 권유하였다. 이와 비슷하게, 많은 관중들은 경기력에 만족하지 못하였으며, 선수들에게 혐오감을 표출하였다. 스페인 관중의 입에서는 “나가라, 나가라”(Fuera, fuera), “알제리, 알제리”(Argelia, Argelia), “키스해라, 키스해라”(Que se besen, que se besen), “정당하게, 정당하게”(Sporting, sporting)와 같은 구호가 나왔고, 분노한 알제리 축구 팬들은 선수들에게 지폐를 흔들며 항의했다.
경기는 1978년 FIFA 월드컵에서 오스트리아가 서독을 이긴 경기(코르도바의 기적)와 같은 화끈한 모습을 기대했던 서독과 오스트리아 팬들 사이에서도 지탄을 받았다. 서독의 한 축구 팬은 아예 경기장에 난입해 자국의 국기를 항의의 표시로 소각하기도 하였다.

## 경기 상세 정보
| 서독         | 1 - 0  | 오스트리아 |
| ------------ | ------ | ---------- |
| 흐루베슈 10′ | 리포트 |            |

| 서독 | 오스트리아 |

| 서독:       |    |                     |     |
|             |    |                     |     |
| GK          | 1  | 하랄트 슈마허       |     |
| SW          | 15 | 울리 슈틸리케       |     |
| RB          | 20 | 만프레트 칼츠       |     |
| LB          | 2  | 한스페터 브리겔     |     |
| CB          | 4  | 카를하인츠 푀르슈터 |     |
| CM          | 3  | 파울 브라이트너     |     |
| CM          | 6  | 볼프강 드렘러       |     |
| CM          | 14 | 펠릭스 마가트       |     |
| RF          | 11 | 카를하인츠 루메니게 | 66′ |
| FW          | 9  | 호르스트 흐루베슈   | 68′ |
| LF          | 7  | 피에르 리트바르스키 |     |
| 교체 명단:  |    |                     |     |
| GK          | 21 | 베른트 프랑케       |     |
| GK          | 22 | 아이케 이멜         |     |
| DF          | 5  | 베른트 푀르슈터     |     |
| FW          | 8  | 클라우스 피셔       | 68′ |
| MF          | 10 | 한지 뮐러           |     |
| DF          | 12 | 빌프리트 하네스     |     |
| FW          | 13 | 우베 라인더스       |     |
| FW          | 16 | 토마스 알로프스     |     |
| MF          | 17 | 슈테판 엥겔스       |     |
| MF          | 18 | 로타어 마테우스     | 66′ |
| DF          | 19 | 홀거 히로니무스     |     |
| 감독:       |    |                     |     |
| 유프 데어발 |    |                     |     |

| 오스트리아:                     |    |                       |     |
|                                 |    |                       |     |
| GK                              | 1  | 프리드리히 콘칠리아   |     |
| DF                              | 2  | 베른트 크라우스       |     |
| DF                              | 3  | 에리히 오버마이어     |     |
| DF                              | 4  | 요제프 데게오르기     |     |
| DF                              | 5  | 브루노 페체이         |     |
| MF                              | 6  | 롤란트 하텐베르거     |     |
| FW                              | 7  | 발터 샤흐너           | 32′ |
| MF                              | 8  | 헤르베르트 프로하스카 |     |
| FW                              | 9  | 한스 크랑클           |     |
| MF                              | 10 | 라인홀트 힌터마이어   | 32′ |
| DF                              | 19 | 헤리베르트 베버       |     |
| 교체 명단:                      |    |                       |     |
| GK                              | 21 | 헤르베르트 포이러     |     |
| GK                              | 22 | 클라우스 린덴베르거   |     |
| MF                              | 11 | 쿠르트 야라           |     |
| DF                              | 12 | 안톤 피흘러           |     |
| DF                              | 13 | 막스 하그마이어       |     |
| MF                              | 14 | 에른스트 바우마이스터 |     |
| MF                              | 15 | 요한 디하니히         |     |
| MF                              | 16 | 게랄트 메슬렌더       |     |
| MF                              | 17 | 요한 프레게슈바워     |     |
| FW                              | 18 | 게르노트 유르틴       |     |
| FW                              | 20 | 쿠르트 벨츨           |     |
| 공동 감독:                      |    |                       |     |
| 펠릭스 라츠케 / 게오르크 슈미트 |    |                       |     |

## 경기 후
| 팀         | 전 | 승 | 무 | 패 | 득 | 실 | 차 | 점 | 결과         |
| ---------- | -- | -- | -- | -- | -- | -- | -- | -- | ------------ |
| 서독       | 3  | 2  | 0  | 1  | 6  | 3  | +3 | 4  | 2라운드 진출 |
| 오스트리아 | 3  | 2  | 0  | 1  | 3  | 1  | +2 | 4  | 2라운드 진출 |
| 알제리     | 3  | 2  | 0  | 1  | 5  | 5  | 0  | 4  | 탈락         |
| 칠레       | 3  | 0  | 0  | 3  | 3  | 8  | −5 | 0  | 탈락         |

서독은 이 경기의 1-0 승리로 3경기에서 승점 4점을 얻어 오스트리아, 알제리와 동률이 됐다. 칠레만 유일하게 3전 전패를 기록하였으며 나머지 세 팀 모두가 2승 1패로 동률을 이루자 세 팀 간의 순위는 골득실로 결정되었는데, 서독과 오스트리아는 이 부문에서 알제리를 제치고 다음 라운드로 진출하였다. 알제리는 승리한 경기를 죄다 1점차로 승리한 반면(서독 2-1, 칠레 3-2) 서독은 칠레를 4-1로 이겼고 오스트리아는 알제리를 2-0으로 이겼기 때문이었다.
이 경기에서 오스트리아가 조 1위(승리하거나 무승부로 획득 가능)로 다음 라운드 진출을 확정할 기회를 포기한 것으로 인해, 자발적인 승부조작으로 보여졌다. 두 팀간의 순위 거래는 서독 측이 더 강팀인데도 불구하고 승리에 실패할 경우 탈락이 가능한 것과 서독이 이전 대회인 1978년 FIFA 월드컵에서 오스트리아에 패했던 일과 이 월드컵에서 이전 경기에서 알제리에 패했기 때문에 승리하지 못할 가능성을 염두에 둔 영향을 받았다.
알제리 축구 관계자들은 이에 분노하였고, 공식적인 항의를 제기하기에 이르렀다. 그러나, 경기 결과에 미칠 규정을 위반하지 않음에 따라, FIFA는 제재를 가하거나 수사하는 것을 기각하고 결과를 그대로 두었다. 양 팀 모두 경기 중의 공모 혐의를 부인하였다. 서독은 결승전에 진출하였으나, 이탈리아에 3-1로 패하였고, 오스트리아는 다음 라운드에서 나중에 4위를 차지하는 프랑스에 패하였다.
이 경기의 직접적인 영향을 받아 UEFA 유로 1984와 1986년 FIFA 월드컵을 기점으로 국제 대회의 조별 리그 최종전은 항상 같은 시간에 동시에 진행되는 것으로 바뀌었다.

## 같이 보기
- 코르도바의 기적
- 스페인 대 몰타 (UEFA 유로 1984 예선)
- 덴마크 대 프랑스 (2018년 FIFA 월드컵)
- 일본 대 폴란드 (2018년 FIFA 월드컵)

### 내용주
1. ↑  독일어: Schande von Gijón 샨데 폰 히혼[*]
스페인어: Desgracia de Gijón 데스그라시아 데 히혼[*]
아랍어: فضيحة خيخون 파디하 히훈[*]
2. ↑  독일어: Nichtangriffspakt von Gijón 니히탕리프스팍트 폰 히혼[*]

### 참조주
1. ↑  “Austria shirt/kits World Cup 1978 and 1982”. switchimageproject.com. 2007년 11월 20일. 2009년 6월 19일에 원본 문서에서 보존된 문서. 2009년 9월 15일에 확인함.
2. ↑  Spurling, Jon (2010). 《Death or Glory The Dark History of the World Cup》. 67쪽. ISBN 978-1905326-80-8.
3. ↑  Booth, Lawrence; Smyth, Rob (2004년 8월 10일). “What's the dodgiest game in football history?”. London: The Guardian.
4. ↑  “World Cup Tales: The Shame Of Gijon, 1982”. London: twohundredpercent. 2010년 5월 9일. 2015년 9월 19일에 원본 문서에서 보존된 문서. 2010년 12월 30일에 확인함.
5. ↑  Doyle, Paul (2010년 6월 13일). “The day in 1982 when the world wept for Algeria”. London: The Guardian. 2011년 12월 30일에 확인함.
6. ↑  R Caruso (2007), 《The Economics of Match-Fixing》 (PDF)
7. ↑  Molinaro, John (2008년 6월 16일). “No agreement between Germany and Austria this time around”. CBC Sports. 2009년 9월 15일에 확인함.
8. ↑  “The Game that Changed the World Cup — Algeria”. algeria.com. 2009년 9월 15일에 확인함.